# Hank Mobley (album)
Hank Mobley è un album di Hank Mobley, pubblicato dalla Blue Note Records nel giugno del 1958 . Il disco fu registrato il 23 giugno del 1957 al Van Gelder Studio di Hackensack, New Jersey (Stati Uniti).

## Tracce
Lato A
1. Mighty Moe and Joe – 6:48 (Curtis Porter)
2. Falling in Love with Love – 5:28 (Richard Rodgers, Lorenz Hart)
3. Bag's Groove – 5:56 (Milt Jackson)

Lato B
1. Double Exposure – 8:06 (Hank Mobley)
2. News – 8:11 (Curtis Porter)

## Musicisti
- Hank Mobley - sassofono tenore
- Curtis Porter (Shafi Hadi) - sassofono alto, sassofono tenore
- Bill Hardman - tromba
- Sonny Clark - pianoforte
- Paul Chambers - contrabbasso
- Art Taylor - batteria